# Cochinillo de Segovia

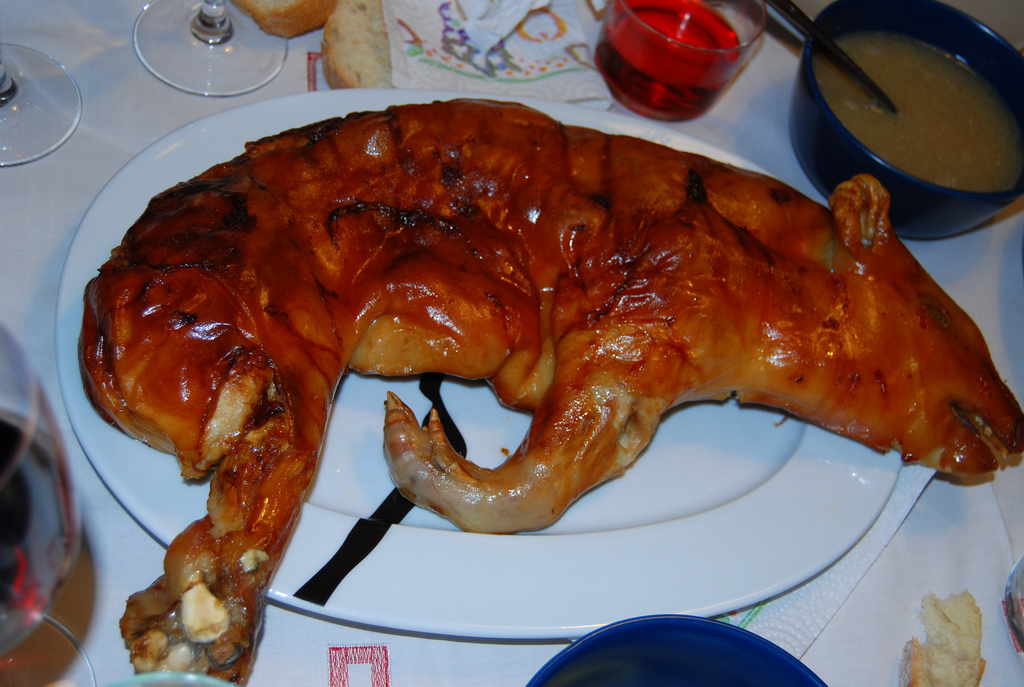
Cochinillo de Segovia

Cochinillo de Segovia (significando leitão de Segóvia em língua castelhana) é um prato tradicional da cidade de Segóvia, na Espanha.
Tal como o nome sugere, trata-se de um prato de leitão. É tradicionalmente preparado num recipiente de barro, com cerca de um dedo de água no fundo, sendo o leitão nele colocado, aberto, com a pele virada para cima, temperado apenas com sal. O recipiente é colocado num forno não excessivamente quente, a cerca de 180 graus centígrados, para que a água não se evapore completamente. O leitão é então assado lentamente, até que a pele adquira uma tonalidade dourada, podendo ser virado durante este processo. Quando já se encontra assado, é retirado do forno e colocado, brevemente, numa grelha, para tostar a pele, que deve ficar estaladiça em toda a sua extensão. Por vezes, esta é pincelada com azeite ou manteiga, antes de ir à grelha, para realçar o brilho. Logo depois, fica pronto para ser servido. O líquido que sobra é colocado numa molheira, com algumas gotas de vinagre, servindo como molho.
Os leitões utilizados na preparação deste prato não devem ultrapassar os 6 kg, sendo considerado ideal um peso por volta dos 4,5 kg.
O prato nunca deve ser requentado.